# Budōkan (edificio)
Budōkan (武道館?) è il termine con cui in Giappone si indica un grande dojo (道場?, dōjō, lett. "luogo (場?, jō) dove si segue la via (道?, dō)") dove si pratica il budō (道場? lett. "via (道?, dō) della guerra (武?, bu)"); la parola kan (館?) significa "casa di" / "palazzo dedicato a".

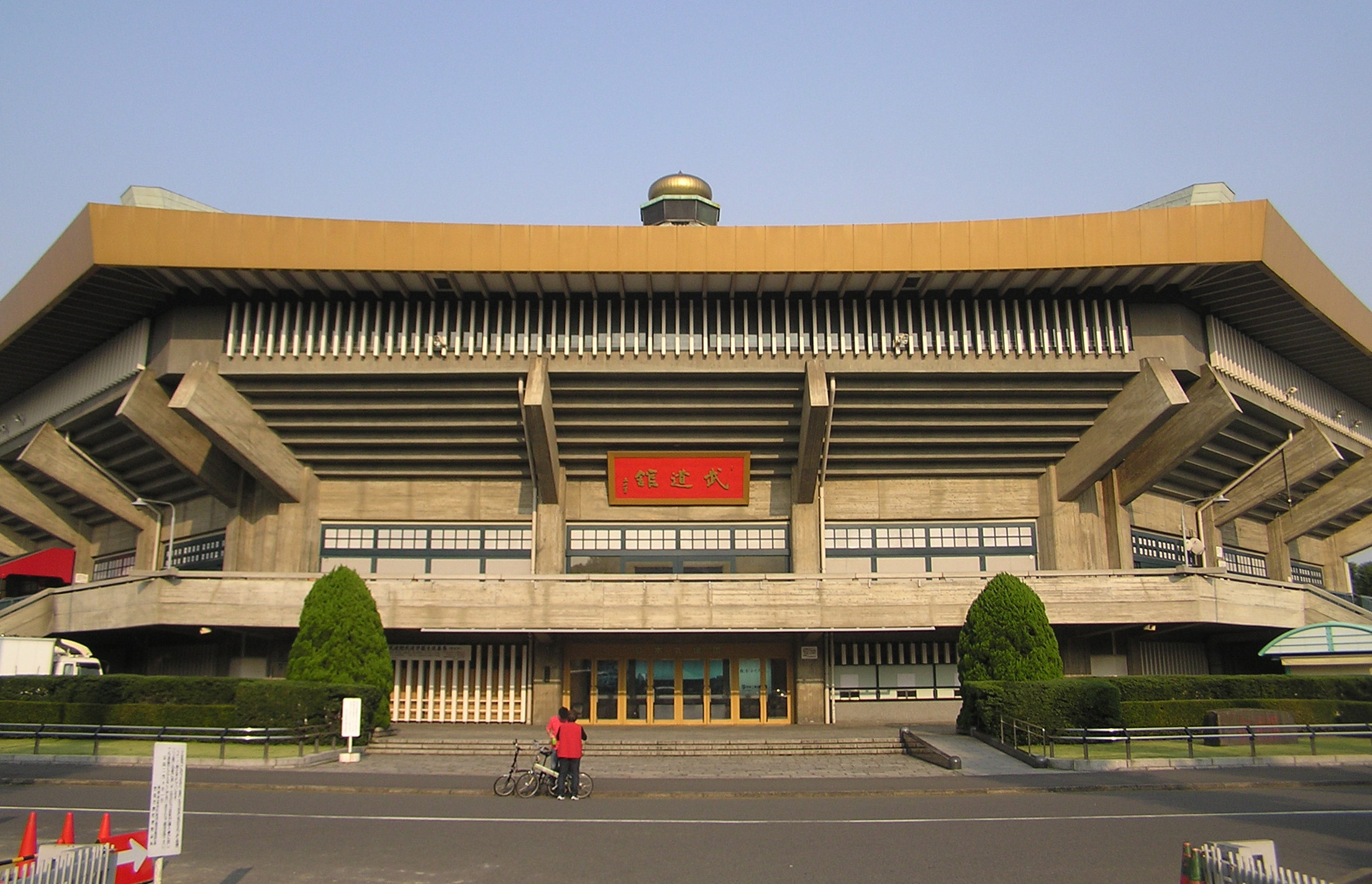
Il Nippon Budokan di Tokyo è considerato il budōkan per antonomasia.

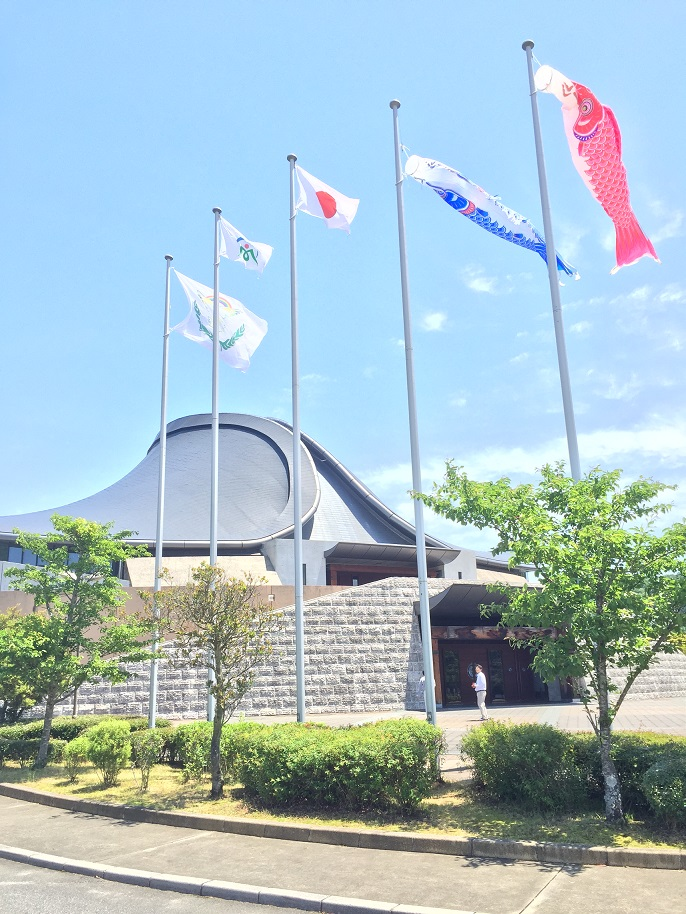
Il Musashi Budokan di Mimasaka è dedicato principalmente alla pratica del kendō.

Il Nippon Budokan di Tokyo è considerato il budōkan per antonomasia tanto che spesso ci si riferisce ad esso semplicemente con il termine "budōkan".

## Panoramica
Il pavimento del dojo principale è spesso in legno (parquet) e, nel caso del judo, vengono utilizzati i tatami (sempre più spesso realizzati in materiale sintetico). La forma del pavimento è rettangolare o, molto più raramente, quadrata o ottagonale. Normalmente ci sono più sale di arti marziali in un edificio dedicate a varie altri marziali; principalmente sale per il judo, sale per il kendo e poligoni di tiro per il kyudo.
I principali budōkan, primo fra tutti il Nippon Budokan ma anche molti di quelli delle varie prefetture, sono utilizzati anche per eventi sportivi in generale e concerti.
Prima della seconda guerra mondiale, gli allenamenti e le competizioni di arti marziali, come kendo e judo, si tenevano generalmente nelle scuole, nei templi e nei dojo cittadini. Dalla costruzione del Nippon Budokan, eretto per ospitare le gare di judo della XVIII Olimpiade del 1964, cominciarono a diffondersi vari grandi dojo in tutto il paese grandi edifici con funzione educativa chiamati "Budokan".